# Gratification différée
Pour les articles homonymes, voir Gratification.

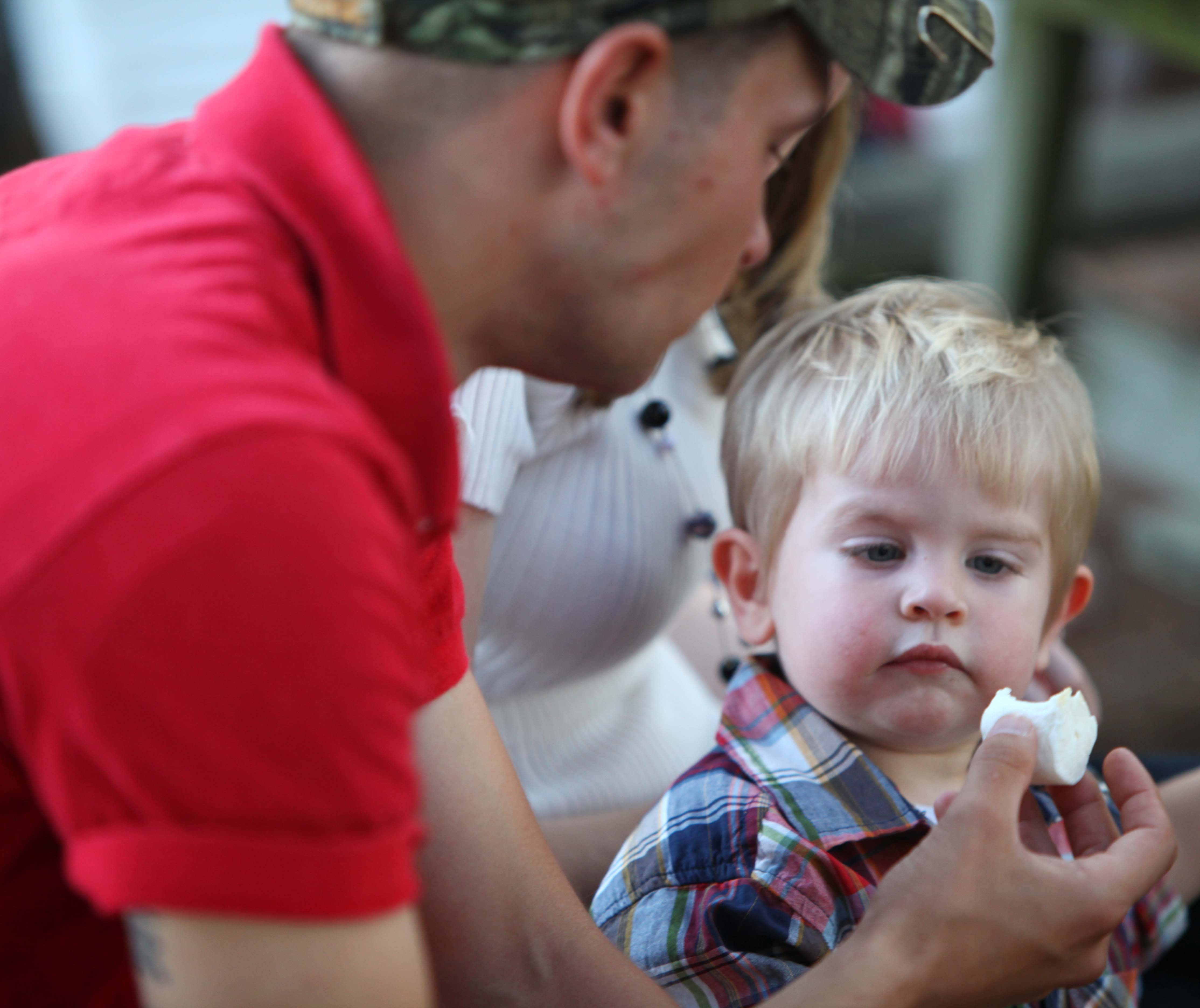
La capacité de gratification différée a notamment été étudiée grâce au test du marshmallow chez les enfants.

La gratification différée est la capacité de résister à une tentation de récompense immédiate pour obtenir une récompense plus tard. En général, la gratification différée est associée au fait qu'un individu puisse résister à une récompense immédiate dans le but d'obtenir une récompense plus importante par la suite. La gratification différée est liée à de nombreux points positifs dont le succès académique, la santé physique et psychologique, et la compétence sociale. Walter Mischel a mené des études concernant la gratification différée, notamment grâce au test du marshmallow.
La gratification différée est l'application contraire du proverbe populaire : « un tiens vaut mieux que deux tu l’auras » (qui apparaît dans Le Petit Poisson et le Pêcheur de Jean de La Fontaine). Ce concept se rapprocherait davantage de la phrase selon laquelle « un tiens vaut moins que deux tu l’auras ».